# 篤海
篤海（あつみ、1989年3月29日 - ）は、日本の元俳優である。北海道出身。旧芸名、菅野 篤海（かんの あつみ）、橘 篤（たちばな あつし）。レディバードに所属していた。血液型O型。身長180cm、体重69kg。特技はスキー、スキンダイビング。

## 来歴
- 2004年、札幌のゲームセンターでスカウトされ、北海道のローカルアイドルユニット「SET6」（後の「BLuck」）に加入。当時はG.Pプロダクション（後のライブプロ）所属。
- 2005年、第18回ジュノン・スーパーボーイ・コンテストファイナリスト。
- 2006年、BLuckを脱退して上京。北海道出身の3人組ダンスユニットD-SHINEに参加する。
- 2007年、『BOYSLOVE 劇場版』で主演デビュー。同性愛をテーマにした同作で、大胆なキスシーンやヌードシーンも披露した。
- 2008年『ごくせん』、2009年『ごくせん THE MOVIE』では、3年D組に在籍する自身と同名の石橋篤海と言う不良生徒の役を演じた（主要生徒ではなかったため出番は少なかった）。
- 2012年から「篤海」の芸名で活動。
- 現在は株式会社レゾラムで代表取締役COOを務めている。[2]

## 出演

### テレビドラマ
- 東京少女・セピア編 麻婆少女 （2007年、TBS）
- 第19回ヤングシナリオ大賞 今日は渋谷で6時 （2008年1月5日、フジテレビ） - 春樹 役
- ごくせん 第3シリーズ （2008年、日本テレビ） - 石橋篤海 役
- サギ師 リリ子 （2009年、テレビ東京） - ツトム 役
- ごくせん 卒業スペシャル'09（2009年3月28日、日本テレビ）
- BOSS 第4・5話 （2009年5月7・14日、フジテレビ） - 大野 茂 役
- 猿ロック第5・6話　(2009年10月、日本テレビ)
- タンブリング 第8話 （2010年6月5日、TBS） - 軽音楽部員 役
- 悪党〜重犯罪捜査班 第4話（2011年2月18日、朝日放送） - 北村一平 役
- 桜からの手紙 〜AKB48 それぞれの卒業物語〜 第13話（2011年3月2日、日本テレビ） - 谷原陸 役
- アスコーマーチ〜明日香工業高校物語〜最終話（2011年4月24日、テレビ朝日） - 1年生の男子生徒 役
- 仮面ライダーウィザード（2012年9月2日 - 2013年2月17日、テレビ朝日） - ユウゴ / フェニックス 役
- NHKスペシャル NEXT WORLD-私たちの未来-第4回（2015年2月1日、NHK）
- 掟上今日子の備忘録 第2話（2015年10月17日、日本テレビ） - 宇名木九五 役
- 世界一難しい恋（2016年4月13日 - 6月15日、日本テレビ） - 橋口博資 役

### 映画
- BOYSLOVE 劇場版（2007年） - 天上空々 役
- ごくせん THE MOVIE（2009年） - 石橋篤海 役
- ランディーズ（2009年）
- 仮面ライダーシリーズ
  - 仮面ライダー×仮面ライダー ウィザード&フォーゼ MOVIE大戦アルティメイタム（2012年） - ユウゴ / フェニックス 役
  - 劇場版 仮面ライダーウィザード in Magic Land（2013年） - ユウゴ / フェニックス 役
- ノ・ゾ・キ・ア・ナ（2014年） - 城戸龍彦 役
- コンビニ夢物語（2016年） - 坂上幸一 役

### バラエティ
- 戦国鍋TV 〜なんとなく歴史が学べる映像〜 家康徳川の統べりたい話・徳川15代将軍（2012年） - 徳川秀忠 役

### 舞台
- 劇団EXILE第3回公演「Words〜約束/裏切り〜すべて、失われしもののため…」（2009年10月29日 - 11月11日、青山劇場 / シアターBRAVA!）
- ミュージカル「絆 －少年よ、大紙を抱け！－」（2010年11月18日 - 23日、新国立劇場 中劇場）
- 空想組曲vol.8「深海のカンパネルラ」（赤坂RED/THEATER）
- あたっくNo.1（2015年8月19日 - 30日）

### ゲーム
- 仮面ライダーバトル ガンバライド（2012年、アーケードゲーム） - フェニックス 役
  - 仮面ライダーバトル ガンバライジング（2021年）
  - 仮面ライダーバトル ガンバレジェンズ（2023年）
- 仮面ライダー バトライド・ウォー - フェニックス 役
  - 仮面ライダー バトライド・ウォー（2013年、PS3）
  - 仮面ライダー バトライド・ウォーII（2014年、PS3・Wii U）
  - 仮面ライダー バトライド・ウォー創生（2016年、PS3・PS4・PS Vita）
- スーパーヒーロージェネレーション（2014年、PS3・PS Vita） - フェニックス 役
- 仮面ライダー サモンライド!（2014年、PS3・Wii U） - フェニックス 役

## DVD
- 2007年10月12日BOYSLOVE 劇場版ナビゲートDVD
- 2007年11月 2日BOYSLOVE 劇場版
- 2007年11月 2日BOYSLOVE 劇場版ディレクターズカット完全版
- 2008年7月4日ドリフト7Rデラックス版